# Швець Геннадій Васильович
Геннадій Васильович Швець (нар. 6 вересня 1939, Ворошиловградська область, УРСР — пом. квітень 2000, Донецьк, Україна) — радянський футболіст, виступав на позиції захисника.

## Життєпис
Футбольну кар'єру розпочав 1960 року в аматорському колективі «Шахта ім. Шверника» (Сталіно). На рівні команду майстрів розпочав виступати за «Шахтар» (Донецьк). У жовтні 1961 та вересні 1962 року провів у чемпіонаті СРСР чотири матчі, відзначився одним голом. У 1963-1965 роках грав у класі «Б» за СКА Київ, у 1966 році — у другій групі класу «А» за «Зірку» (Кіровоград), у 1967 році — в класі «Б» за «Авангард» (Макіївка). 1968 року розпочав у «Шахтарі» (Свердловськ), а потім грав у першості КФК за «Шахтар» (Южно-Сахалінськ). У 1969 році перебував у складі «Сахаліну» (Південно-Сахалінськ), а в 1970 році — «Авангарду» (Макіївка).